# Тім Бредстріт
Тім Бредстріт (англ. Tim Bradstreet; нар. 16 лютого 1967, Чеверлі, штат Меріленд, США) — американський художник та ілюстратор.
Він найбільш відомий своєю роботою над коміксами, обкладинками книжок, кінопостерами, рольовими іграми та колекційними картками.

## Кар'єра
Бредстріт увійшов в індустрію коміксів у 1990 році, працюючи з Тімом Труменом над «Драконом Чангом».
Робота Бредстріта над «Вампіром: Маскарад» видавництва White Wolf Publishing принесла йому багато похвал критиків. Це, у свою чергу, призвело до додавання багатьох великих видавців коміксів до його клієнтури. Відтоді він брав участь у десятках проектів, пов'язаних із коміксами, зокрема Dark Horse Жорсткі погляди і Ще один шанс зробити все правильно (з автором Ендрю Ваксом), Зоряні війни, Епоха бажань Клайва Баркера, Каратель і Блейд від Marvel та Бандитське запаморочення, Невідомий солдат, Людська мішень і Пекельний вогонь.
Робота Бредстріта також поширилася на ігри багатьох типів. Його робота над рольовими іграми включала Twilight 2000 від GDW і Shadowrun від FASA. Він брав участь у художньому дизайні відеогри vampire: The Masquerade – Bloodlines від Activision. Він ілюстрував карти в Last Unicorn Games CCG Heresy: Kingdom Come.
У 1996 році Бредстріт отримав нагороду Міжнародної гільдії жахів за найкращого виконавця. Він також був номінований на премію IHG 2005 за свої кавери на Hellblazer. Бредстріт також був номінований на премію Айснера 2002 року як найкращий виконавець обкладинок за свої кавери на Hellblazer.
У 2000 році він приєднався до режисера Гільєрмо дель Торо як художник-концептуаліст, допомагаючи працювати над візуальним дизайном для фільму «Блейд II». У 2003 році Бредстріт працював над низкою постерів до фільму Marvel / Lions Gate, The Punisher, а також над обкладинкою міні-коміксу The Punisher: Countdown, який був укомплектований оригінальним DVD-релізом. У 2006 році Бредстріт надав обкладинку для чорно-білої анімаційної сцени в Кувейті для розширеного DVD. Бредстріт також створив постери до фільмів — «Каратель: Територія війни», «Темна країна», «Дай їм пекло», «Мелоун» і «Я тану з тобою». Він зробив плакат для серіалу «Простір».
Бредстріт також був постійним художником обкладинок для двох книг, Marvel The Punisher і Vertigo / DC Hellblazer. За останні п'ять років він створив понад 70 обкладинок для обох видань.
У 2006 році Бредстріт створив обкладинку для альбому британського хеві-метал-гурту Iron Maiden A Matter of Life and Death, на якій зобразив натовп солдатів-скелетів, що йдуть перед танком, а на вершині танка — Едді, талісман гурту, з націленим на нього Thompson M1/M1A1. У 2016 році він з'явився на опівнічному показі Бреда Джонса, щоб обговорити фільм Чому він?.

## Відгуки
У випуску Dragon за травень 1994 року (випуск № 205) Рік Свон конкретно згадав роботу Бредстріта в GURPS Vampire: The Masquerade, сказавши: «Ілюстрації — одні з найкращих, які я коли-небудь бачив у рольових іграх, особливо Тіма Бредстріта. Його зображення вампіра, який бенкетує на зап'ясті товариша, що вигорів […] викликає як жахи залежності, так і інтимність спільної таємниці. Білий Вовк, Стів Джексон чи сам Бредстріт мали б продавати його як постер».

### Інтер'єри
- Дракон Чанґ (1991) одноразовий (чернильний)
- Яструбиний світ (1993) № 30–32 (інкер)
- Чужі: музика списів (1994) № 1–4 (інкер)
- Дріт Барб: Туз пік (1996) № 1–4 (інкер)
- Руна: Серця Темряви (1996) № 1–3 (інкер)
- Злий Ерні: Руйнівник (1997) № 1–3 (інкер)
- Джон Костянтин, Пекельний воїн (1999) № 141 (олівець, туш)
- Бетмен/Смертельний удар: Після вогню (2003) № 1–3 (чорнило)
- Погана планета (2005—2008) № 1–6 (інкер)
- Чорна Пантера (2006) № 16 (чорнильниця)
- Епоха бажань Клайва Баркера (2009) OGN (олівець, туш)
- Дикий меч Роберта Е. Говарда (2010) № 1 (олівець, туш)

### Обкладинки
- Чужі: музика списів (1994) № 1–4
- Злий Ерні: Руйнівник (1997) № 1–3
- Невідомий солдат (1997) № 1–4
- Трансметрополітен (1997) № 37–39
- Бандитський район (1998) № 1
- Ксена: принцеса-воїн (1999) № 2–3
- Людська мішень (1999) #1–4
- Джон Костянтин, Пекельний воїн (1999—2006) № 134–143, № 146–215
- Зоряний шлях: Наступне покоління — можливість мріяти (2000) № 1–4
- Каратель: Ласкаво просимо назад, Френк (2000—2001) № 1–12
- JLA: Чорне хрещення (2001) № 1–4
- Екшн-комікси (2001) № 775
- Каратель (2001—2004) № 1–37
- Блейд (2002) № 1–6
- Наберіть M для монстра: збірка загадкових історій Кела Макдональда (2003) роман
- Каратель (2004—2008) № 1–60
- Каратель: Клітина (2005) один кадр
- Погана планета (2005—2008) № 4
- Джона Гекс (2006) № 5
- Каратель: Тигр (2006) один кадр
- Чорна пантера (2006) № 16
- Кримінальний макабрик: Два червоних ока (2006—2007) № 1–4
- Таємничий театр Пісочна людина: Сон розуму (2007) #1–5
- 28 днів потому: Наслідки (2007) TPB
- Надприродне: Початок (2007) № 1
- Кримінальний марафет: Моя дитина-демон (2007—2008) № 1–4
- Скальпований (2008) № 18–20
- Росомаха: Політ до павука (2008) один кадр
- Кримінальний марафет: Камерний блок 666 (2008—2009) № 1–4
- Дух: Нові пригоди (2009) № 6
- 28 днів потому (2009) № 1–8
- Каратель: Голе вбивство (2009) один кадр
- Ера бажання Клайва Баркера (2009) OGN
- Люк Кейдж Нуар (2009—2010) № 1–4
- Каратель Нуар (2009—2010) № 1–4
- Війни Аморі: Зберігаючи таємниці тихої Землі: 3 (2010) № 1
- Мотель Пекло (2010) № 1–2
- Каратель MAX: Дістати Касла (2010) один удар
- Каратель MAX: Гарячі машини смерті (2010) одноразовий
- Каратель МАКС: Маленький потворний світ (2010) один кадр
- Міжусобні (2010) роман
- Залізна облога (2010—2011) № 1–3
- Яблучко: Ідеальна гра (2011) № 1–2
- Залізна людина: Захоплення (2011) № 1–4
- Дженніфер Блад (2011—2012) № 1–20
- Дикий меч Роберта Е. Говарда (2011) № 2
- Зоряний шлях (2011) № 1 — триває
- Повстанець пекла (2011—2012) № 1–21
- Справжня кров (2012) № 1–6
- Єрихон: Сезон 4 (2012—2013) № 1–2
- Повстанець пекла: Дорога внизу (2012) № 1–4
- Повстанець пекла: Темна Варта (2013) № 1 — триває
- Тінь (2013) № 13–продовжується